# Замечательный случай с глазами Дэвидсона
«Замечательный случай с глазами Дэвидсона» (англ. The Remarkable Case of Davidson's Eyes) — рассказ Герберта Уэллса,  впервые опубликованный в 1895 году в Pall Mall Budget.

## Сюжет
Сидней Дэвидсон, находясь осязанием и слухом в одной точке пространства, зрением при этом находится в другой (реально существующей, как потом выясняется в рассказе) точке пространства. Так продолжается три недели.

## Переводы на русский язык
На данный момент известны как минимум четыре перевода рассказа на русский язык.
- А. Гретман (Удивительный случай с глазами Дэвидсона)
- А. Гертман (Удивительный случай с глазами Дэвидсона)
- О. Богданова (Удивительный случай с глазами Дэвидсона)
- К. Чуковский (Замечательный случай с глазами Дэвидсона)

## Экранизации
«The Remarkable Case of Davidson's Eyes» — эпизод сериала The Infinite Worlds of H. G. Wells, первый сезон, эпизод 4, 2001 год.